# Сигма Волопаса
Сигма Волопаса (лат. σ Boötis), 28 Волопаса (лат. 28 Boötis), HD 128167 — тройная звезда в созвездии Волопаса на расстоянии приблизительно 51,1 световых лет (около 15,7 парсеков) от Солнца. Возраст звезды определён как около 1,7 млрд лет.

## Характеристики
Первый компонент (CCDM J14347+2945A) — жёлто-белая звезда спектрального класса F4VkF2mF1, или F4V, или F3,5V, или F3V, или F2V, или F0. Видимая звёздная величина звезды — +4,5m. Масса — около 1,4 солнечной, радиус — около 1,451 солнечного, светимость — около 3,398 солнечных. Эффективная температура — около 6720 K.
Второй компонент (TYC 2021-709-1) — жёлто-белая звезда спектрального класса F9III. Видимая звёздная величина звезды — +9,8m. Радиус — около 1,43 солнечного, светимость — около 2,464 солнечных. Эффективная температура — около 6047 K. Удалён на 237,1 угловых секунды.
Третий компонент (TYC 2021-991-1) — жёлтый карлик спектрального класса G. Видимая звёздная величина звезды — +11,3m. Радиус — около 1,35 солнечного, светимость — около 1,882 солнечной. Эффективная температура — около 5821 K. Удалён от первого компонента на 237 угловых секунд, от второго компонента на 65,8 угловых секунды.

## Наименование
Китайское созвездие 梗河 (Gěng Hé) — Небесное копьё, состояло из σ Волопаса, ε Волопаса и ρ Волопаса. Соответственно сама σ Волопаса была известна как 梗河二 Gěng Hé èr — Вторая звезда небесного копья.

## Упоминание
Упоминалась Павлом Амнуэлем в его курсе лекций «по развитию творческого воображения и теории решения изобретательских задач».

## Планетная система
В 2019 году учёными, анализирующими данные проектов HIPPARCOS и Gaia, у звезды обнаружена планета.